# Puntate di Melevisione (sedicesima stagione)
La sedicesima stagione di Melevisione è trasmessa dal 28 aprile 2014 alle 16.15 su Rai Yoyo. Le puntate di questa edizione hanno una durata ridotta a 9-14 minuti, così com'è ridotto lo studio e il numero dei personaggi in scena. La prima parte (ep. 1-30) è stata trasmessa dal 28 aprile al 6 giugno 2014 su Rai Yoyo. La seconda parte (ep. 31-75) dal 13 settembre al 29 novembre 2014 per la prima volta al sabato e alla domenica mattina rispettivamente alle 8.30 e 8.45 con un doppio episodio. Da questa stagione in poi, le palline dello Sputapallin servono per far riascoltare le canzoni delle vecchie edizioni della Melevisione.

## Cast
| Personaggio         | Interprete               |
| ------------------- | ------------------------ |
| Milo Cotogno        | Lorenzo Branchetti       |
| Fata Lina           | Paola D'Arienzo          |
| Regina Odessa       | Carlotta Jossetti        |
| Re Giglio           | Enrico Dusio             |
| Lupo Lucio          | Guido Ruffa              |
| Balia Bea           | Licia Navarrini          |
| Strega Varana       | Zahira Berrezouga        |
| Vermio Malgozzo     | Riccardo Forte           |
| Radio Gufo          | Riccardo Forte           |
| Orco Manno          | Diego Casalis            |
| Orchessa Orchidea   | Barbara Abbondanza       |
| Cuoco Danilo        | Danilo Bertazzi          |
| Gnomo Martino       | Armando Pizzuti          |
| Gatta Sibilla       | Ilaria Fratoni           |
| Leo degli Elfi      | Luca Avallone            |
| Principessa Belinda | Maria Valentina Principi |
| Fiammetta           | Giorgia Arena            |
| Florimondo          | Nicola Canal             |
| Allegra Melodica    | Caterina Sangineto       |

## Episodi
Gli episodi evidenziati in grigio appartengono alla rubrica Le ricette di Melevisione.
| N. episodio | Titolo                                                | Prima TV ITA      | Personaggi presenti                                         | Canzone                                         |
| ----------- | ----------------------------------------------------- | ----------------- | ----------------------------------------------------------- | ----------------------------------------------- |
| 1           | La bicicavalletta                                     | 28 aprile 2014    | Milo Cotogno, Re Giglio, Strega Varana                      | "Viaggio bel viaggio" (2006)                    |
| 2           | Un lupo in pensione                                   | 29 aprile 2014    | Lupo Lucio, Balia Bea, Principessa Belinda                  | "Ogni stagione è bella" (2009)                  |
| 3           | Forza Orchidea!                                       | 30 aprile 2014    | Milo Cotogno, Vermio Malgozzo, Orchessa Orchidea            | "Chi si deve vergognare" (2013)                 |
| 4           | La magia del vetro                                    | 1º maggio 2014    | Lupo Lucio, Regina Odessa, Gnomo Martino                    | "Le gocce sono perle" (2012)                    |
| 5           | Le ricette di Melevisione: Tulipani per la gnometta   | 2 maggio 2014     | Cuoco Danilo, Gnomo Martino                                 |                                                 |
| 6           | Gatta miao bao                                        | 5 maggio 2014     | Milo Cotogno, Strega Varana, Gatta Sibilla                  | "Sono la Strega" (2013)                         |
| 7           | Paura da lupi                                         | 6 maggio 2014     | Lupo Lucio, Balia Bea, Principessa Belinda                  | "Quant'è bella la paura" (2005)                 |
| 8           | Un maialino per Orchidea                              | 7 maggio 2014     | Milo Cotogno, Vermio Malgozzo, Orchessa Orchidea            | "Canzone del riciclaggio" (2005)                |
| 9           | Il gigante mangiatorte                                | 8 maggio 2014     | Milo Cotogno, Lupo Lucio, Gnomo Martino                     | "Fare finta che bel gioco" (2009)               |
| 10          | Le ricette di Melevisione: Un fiore per te            | 9 maggio 2014     | Cuoco Danilo, Regina Odessa                                 |                                                 |
| 11          | Città Laggiù, arriviamo!                              | 12 maggio 2015    | Lupo Lucio, Orco Manno, Gnomo Martino                       | "Il topo in città" (2008)                       |
| 12          | Una gatta con le piume                                | 13 maggio 2014    | Milo Cotogno, Re Giglio, Gatta Sibilla                      | "Ognuno è bello" (2006)                         |
| 13          | Il chiosco stregato                                   | 14 maggio 2014    | Strega Varana, Vermio Malgozzo, Gnomo Martino               | "Canzone dei malvagi" (2008)                    |
| 14          | Un branco perfetto                                    | 15 maggio 2015    | Milo Cotogno, Lupo Lucio, Balia Bea                         | "Segui il Lupo" (2005)                          |
| 15          | Le ricette di Melevisione: Le ghiande di Re Giglio    | 16 gennaio 2015   | Cuoco Danilo, Leo degli Elfi                                |                                                 |
| 16          | Una zucca per Poverinia                               | 19 maggio 2014    | Regina Odessa, Balia Bea, Gnomo Martino                     | "Piante di fiaba" (2013)                        |
| 17          | Il Pappapallin                                        | 20 maggio 2014    | Lupo Lucio, Balia Bea, Orco Manno                           | "Il drago guardiano" (2012)                     |
| 18          | L'orchessa gelosa                                     | 21 maggio 2014    | Milo Cotogno, Orchessa Orchidea, Vermio Malgozzo            | "Sono un Orco romantico" (2011)                 |
| 19          | L'orco postino                                        | 22 maggio 2014    | Strega Varana, Orco Manno, Gnomo Martino                    | "La pallinite" (2011)                           |
| 20          | Le ricette di Melevisione: Un viaggio esotico         | 23 maggio 2014    | Cuoco Danilo, Balia Bea                                     |                                                 |
| 21          | Il filo di Belinda                                    | 26 maggio 2014    | Milo Cotogno, Principe Leo, Principessa Belinda             | "Quando sei piccolo" (2013)                     |
| 22          | Il pesciolino fatato                                  | 27 maggio 2014    | Lupo Lucio, Fata Lina, Vermio Malgozzo                      | "Quando arriva la balena" (2007)                |
| 23          | La squadra di Milo                                    | 28 maggio 2014    | Milo Cotogno, Gatta Sibilla, Leo degli Elfi                 | "Inno del Fantabosco" (2012)                    |
| 24          | Il tesoro del Re                                      | 29 maggio 2014    | Re Giglio, Balia Bea, Vermio Malgozzo                       | "Un Principe davanti a te" (2013)               |
| 25          | Le ricette di Melevisione: Capelli di strega          | 30 maggio 2014    | Cuoco Danilo, Strega Varana                                 |                                                 |
| 26          | Lo stramballo!                                        | 2 giugno 2014     | Lupo Lucio, Balia Bea, Orco Manno                           | "Il ballo del Melastico" (2007)                 |
| 27          | La voce del re                                        | 3 giugno 2014     | Milo Cotogno, Re Giglio, Strega Varana                      | "Se cantano gli uccelli" (2012)                 |
| 28          | Vietato vietare                                       | 4 giugno 2014     | Milo Cotogno, Regina Odessa, Gatta Sibilla                  | "I desideri splendidi" (2013)                   |
| 29          | La Festa delle Fate                                   | 5 giugno 2014     | Fata Lina, Re Giglio, Vermio Malgozzo, Fiammetta            | "Le fate"                                       |
| 30          | Le ricette di Melevisione: Golose bacchette magiche   | 6 giugno 2014     | Cuoco Danilo, Gnomo Martino                                 |                                                 |
| 31          | L'incantesimo mangia colori                           | 13 settembre 2014 | Milo Cotogno, Fata Lina, Vermio Malgozzo                    | "Strega comanda colore" (2010)                  |
| 32          | Una statua per il Re                                  | 13 settembre 2014 | Milo Cotogno, Strega Varana, Orco Manno, Florimondo         | "La guerra dei Giganti"                         |
| 33          | Una pianta magica                                     | 14 settembre 2014 | Milo Cotogno, Lupo Lucio, Orchessa Orchidea                 | "Acqua bell'acqua" (2009)                       |
| 34          | Coraggio per due                                      | 14 settembre 2014 | Gnomo Martino, Gatta Sibilla, Leo degli Elfi                | "Le grandi imprese" (2006)                      |
| 35          | Le ricette di Melevisione: Pesciolini per Orco Manno  | 20 settembre 2014 | Cuoco Danilo, Orco Manno                                    |                                                 |
| 36          | La principessa scienziata                             | 20 settembre 2014 | Milo Cotogno, Strega Varana, Principessa Belinda            | "Sono la Strega" (2013)                         |
| 37          | Le lettere perdute                                    | 21 settembre 2014 | Lupo Lucio, Re Giglio, Balia Bea                            | "E scrivimi perché" (2010)                      |
| 38          | Un principe per Orchidea                              | 21 settembre 2014 | Milo Cotogno, Orchessa Orchidea, Leo degli Elfi             | "L'amore è" (2013)                              |
| 39          | Il vento Gelone                                       | 27 settembre 2014 | Lupo Lucio, Fata Lina, Re Giglio, Allegra Melodica          | "I doni delle stagioni"                         |
| 40          | Le ricette di Melevisione: Topolini di verdura        | 27 settembre 2014 | Cuoco Danilo, Gatta Sibilla                                 |                                                 |
| 41          | La fata addormentata nel bosco                        | 28 settembre 2014 | Milo Cotogno, Fata Lina, Strega Varana, Florimondo          | "La bella Rosaspina"                            |
| 42          | Un lupo sfaticato                                     | 28 settembre 2014 | Milo Cotogno, Lupo Lucio, Re Giglio                         | "La canzone dei talenti" (2012)                 |
| 43          | Festa con la strega                                   | 4 ottobre 2014    | Regina Odessa, Balia Bea, Strega Varana                     | "Le cose belle" (2005)                          |
| 44          | Frittata di drago                                     | 4 ottobre 2014    | Vermio Malgozzo, Orco Manno, Gnomo Martino                  | "Il drago guardiano" (2012)                     |
| 45          | Le ricette di Melevisione: Un meraviglioso bruco      | 5 ottobre 2014    | Cuoco Danilo, Principessa Belinda                           |                                                 |
| 46          | Il mistero della tempesta                             | 5 ottobre 2014    | Milo Cotogno, Fata Lina, Orchessa Orchidea, Strega Varana   | "Le scimmie sul ramo" (2013)                    |
| 47          | Mille bolle                                           | 11 ottobre 2014   | Re Giglio, Strega Varana, Gatta Sibilla                     | "Inno del Fantabosco" (2012)                    |
| 48          | Danza magica                                          | 11 ottobre 2014   | Milo Cotogno, Orchessa Orchidea, Leo degli Elfi             | "Ballala la danza" (2013)                       |
| 49          | Le scarpe della strega                                | 12 ottobre 2014   | Regina Odessa, Strega Varana, Gnomo Martino                 | "Scarpette di fiaba" (2011)                     |
| 50          | Le ricette di Melevisione: Polpette da pirati         | 12 ottobre 2014   | Cuoco Danilo, Orchessa Orchidea                             |                                                 |
| 51          | Lupo Artù                                             | 18 ottobre 2014   | Milo Cotogno, Lupo Lucio, Re Giglio                         |                                                 |
| 52          | Mago Mermilo                                          | 18 ottobre 2014   | Milo Cotogno, Strega Varana, Vermio Malgozzo                | "Amico dentifricio" (2009)                      |
| 53          | Magica musica                                         | 19 ottobre 2014   | Fata Lina, Strega Varana, Vermio Malgozzo, Allegra Melodica |                                                 |
| 54          | Il tappetino magico                                   | 19 ottobre 2014   | Fata Lina, Balia Bea, Strega Varana                         | "Assonai Masannai - La canzone dei Geni" (2013) |
| 55          | Le ricette di Melevisione: Inganni di frutta e gelato | 25 ottobre 2014   | Cuoco Danilo, Regina Odessa                                 |                                                 |
| 56          | Mummia Sibilla                                        | 25 ottobre 2014   | Milo Cotogno, Gatta Sibilla, Principessa Belinda            | "La storia oggi sei tu" (2013)                  |
| 57          | La ghianda numero uno                                 | 26 ottobre 2014   | Re Giglio, Balia Bea, Strega Varana                         |                                                 |
| 58          | Il libro stregato                                     | 26 ottobre 2014   | Milo Cotogno, Lupo Lucio, Regina Odessa, Florimondo         | "Il manuale del complotto delle Streghe"        |
| 59          | La luna di formaggio                                  | 1º novembre 2014  | Lupo Lucio, Fata Lina, Orchessa Orchidea                    | "Guarda la luna" (2008)                         |
| 60          | Le ricette di Melevisione: Un veliero per il principe | 1º novembre 2014  | Cuoco Danilo, Leo degli Elfi                                |                                                 |
| 61          | Fagioledì                                             | 2 novembre 2014   | Fata Lina, Balia Bea, Orco Manno                            |                                                 |
| 62          | Una strega nel sacco                                  | 2 novembre 2014   | Milo Cotogno, Strega Varana, Gatta Sibilla                  | "Scricchiola paura" (2010)                      |
| 63          | Un giorno da eroi                                     | 8 novembre 2014   | Balia Bea, Vermio Malgozzo, Principessa Belinda             | "Mondo rotondo rotola" (2010)                   |
| 64          | La fuga di Strillo                                    | 8 novembre 2014   | Lupo Lucio, Regina Odessa, Fata Lina                        | "Il ballo del pipistrello" (2011)               |
| 65          | Le ricette di Melevisione: Allegre girandole          | 9 novembre 2014   | Cuoco Danilo, Principessa Belinda                           |                                                 |
| 66          | La strega ranocchia                                   | 9 novembre 2014   | Milo Cotogno, Strega Varana, Leo degli Elfi                 |                                                 |
| 67          | Fior di salsiccia                                     | 15 novembre 2014  | Milo Cotogno, Lupo Lucio, Regina Odessa                     |                                                 |
| 68          | Pignabolli che passione!                              | 15 novembre 2014  | Milo Cotogno, Gnomo Martino, Gatta Sibilla                  | "E scrivimi perché" (2010)                      |
| 69          | Il drago ha sette teste                               | 16 novembre 2014  | Fata Lina, Vermio Malgozzo, Orco Manno, Florimondo          | "Il drago ha sette teste"                       |
| 70          | Le ricette di Melevisione: Una dolce pianta           | 16 novembre 2014  | Cuoco Danilo, Orco Manno                                    |                                                 |
| 71          | L'incantesimo del Re                                  | 22 novembre 2014  | Fata Lina, Re Giglio, Strega Varana                         | "Non si scherza con la magia" (2011)            |
| 72          | È tornato Sciupafiabe!                                | 22 novembre 2014  | Milo Cotogno, Lupo Lucio, Regina Odessa                     | "Sciupafiabe!" (2012)                           |
| 73          | Tutti tranne Barbablù                                 | 23 novembre 2014  | Milo Cotogno, Regina Odessa, Strega Varana                  | "Canzone del lieto fine" (2006)                 |
| 74          | Il dono di Fata Erbinia                               | 23 novembre 2014  | Milo Cotogno, Regina Odessa, Re Giglio, Allegra Melodica    | "Con la carta si può!"                          |
| 75          | Le ricette di Melevisione: Un vulcano da mangiare     | 29 novembre 2014  | Cuoco Danilo, Orchessa Orchidea                             |                                                 |